# 阿以冲突
阿拉伯–以色列衝突（阿拉伯语：الصراع العربي الإسرائيلي、Aṣ-Ṣirāʿ al-ʿArabī al-'Isrā'īlī，希伯來語：、HaSikhsukh HaYisre'eli-Aravi）是指在以色列和阿拉伯諸國之間已持續超過一個世紀的政治和軍事對抗，爭執的直接起因可能是受錫安主義成形之後的猶太人大量移民、1948年的以色列建國和泛阿拉伯主義的影響。自奧斯曼帝國瓦解後，兩方便因政治和民族主義的關係而對於巴勒斯坦地區的擁有權爭執不下。數十年以来，雙方的對抗已從大規模的中東戰爭轉變成較地區性的以巴衝突，但仍偶有武裝對抗事件發生。

## 宗教大衝突
許多研究指出，包括哈瑪斯和以色列激進團體在內的雙方都還在爭論目前仍未定論的現況和立場，當前以色列政壇的主要掌權政黨以色列聯合黨解讀猶太教經書塔納赫的內容，宣稱此地區自古便是以色列王國的土地。根據摩西五經，迦南一地為上帝耶和華賜予雅各後裔（即為猶太人和以色列人）的應許之地，猶太人從西元前11世紀至前6世紀在此地區建立政權和統治長達六個世紀之久。現代的阿以衝突受到許多中世紀基督徒與穆斯林之爭的影響，例如十字軍東征的耶路撒冷聖城之爭和領地分封等因素。
西奧多·赫茨爾在1896年提出的《猶太人聲明》中，反覆提及聖經裡關於應許之地的理念；在同一時間，遷徙至巴勒斯坦的猶太移民也與日漸增。基督教錫安主義者支持以色列人的復國行動，因為他們普遍認同以色列人有巴勒斯坦的祖傳擁有權，來源根據多為保羅在新約聖經裡被收錄的保羅書信，許多人甚至認為猶太人返鄉復國是耶穌再臨的要素之一。
穆斯林同樣也以可蘭經作為依據，宣稱回教徒在迦南地區擁有宗教優先權。猶太人主張此地區為耶和華只賜給亞伯拉罕以撒的後裔（即猶太民族）之禮，阿拉伯人則主張耶和華將土地賜予亞伯拉罕的子孫，則依照可蘭經內容，亞伯拉罕的長子以實瑪利為阿拉伯民族的祖先，因此阿拉伯人也可共享土地擁有權。穆斯林相信穆罕默德在升至天堂之前，曾路過耶路撒冷等地，所以管理加薩走廊的哈瑪斯組織聲稱以色列全部的土地都位於伊斯蘭的聖地上，應將所有國土交還穆斯林管理。

## 歷史因素

### 19世紀末至1948年
19世紀末，許多居住在歐洲的猶太人受到錫安主義的影響，開始向鄂圖曼帝國蘇丹或土地分封者購買迦南一帶的沼澤濕地和沙漠地。猶太移民遷入後，逐漸群聚成基布茲的集體農場，而當時最大的猶太人城市便是特拉維夫。
在第一次世界大戰之前，中東地區已被鄂圖曼帝國統治超過500年之久。握有政權的土耳其人為了實行種族歧視政策，開始鼓勵國境內的土耳其人申請血統身分證明，進而削減阿拉伯人的權益。協約國提出能讓阿拉伯人及猶太人自鄂圖曼帝國獨立且自治的保證，進而得到這兩個民族的支持，而阿拉伯人的民族主義在此時逐漸浮現。
大英帝國於1917年宣佈貝爾福宣言，支持「支持猶太人在巴勒斯坦建立屬於自己的民族家園」，但是「不可損害或侵犯居住於此地區的其他民族之人權和宗教信仰權利」。此宣言被認為是大英帝國的首腦人物們催生所致，包括當時的首相大衛·勞合·喬治在內，他們相信猶太民族的支持是贏得戰爭不可或缺的一股力量，但是此宣言也在阿拉伯世界引起了不安的影響。一次世界大戰結束後，鄂圖曼帝國瓦解，英國取得中東部分地區的委任託管權，即為現今的以色列、約旦、約旦河西岸地區和加薩走廊。
在英國委任託管巴勒斯坦期間，猶太人至巴勒斯坦的大移民人數持續增加，1931年底已有17%的巴勒斯坦人口為猶太人，比十年前的1922年多出6%。在德國納粹黨執政時期，許多歐洲猶太人為了躲避納粹的迫害而逃往巴勒斯坦託管地，猶太移民人數在二次世界大戰期間達到高峰，甚至在數年內是以倍數持續成長。而長期在巴勒斯坦佔有人口優勢的阿拉伯人對此極為不滿，認為猶太人口的增加會對阿拉伯人造成威脅。因此自1920年代初阿拉伯人便經常舉行大小不斷的抗議遊行，反對大英帝國委任政府支持猶太人的移民活動並忽視阿拉伯居民的權益。首齣暴力衝突在1920年3月發生於特拉海市，次年再度爆發於耶路撒冷。溫斯頓·邱吉爾發布邱吉爾白紙聲明，試圖安撫阿拉伯民族的憤怒情緒，說明貝爾福宣言的意圖並非協助猶太人建立猶太國家。在1929年的巴勒斯坦暴動事件中，錫安修正主義領導者茲·加博亭斯基創立的政治團體貝塔爾在西牆舉行遊行，將暴動由耶路撒冷擴散至整個巴勒斯坦。阿拉伯人隨後發起報復行動，在希伯侖殺死67名猶太人，此即為1929年的希伯倫大屠殺。此次暴動共造成116名阿拉伯人和133名猶太人死亡以及339名傷者，但是未曾平息的緊繃氣氛又於1936年在巴勒斯坦引起了長達三年之久的阿拉伯人大起義事件。

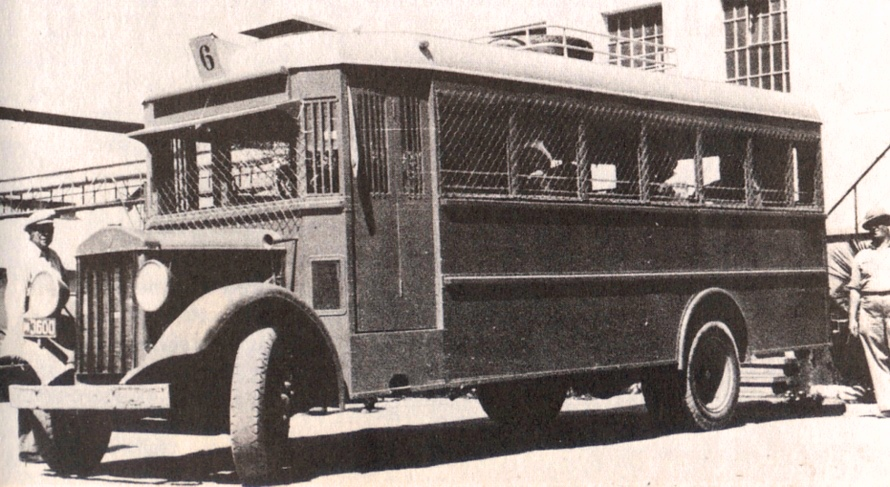
在1930年代的猶太人專屬巴士，窗口滿佈鐵絲網以阻擋從外部向車內投擲的石塊、碎玻璃或手榴彈。

為了回應阿拉伯人施加的壓力，大英帝國的委任政府開始控管猶太移民的人數和上限，直到委任託管權終止才解除移民禁令。但在禁令期間，德國納粹黨正開始進行歐洲內部的種族清洗，使得大批猶太難民只能以非法入境的方式遷入巴勒斯坦，而人口的劇增造成該地的種族對立更加嚴重。大英政府隨後用外交手段介入也以失敗收場，只能向新成立的聯合國組織請求援助。聯合國在1947年5月15日召開特別委員會，其裁判委員由11個不同的國家召集而成，甚至為了保持委員會的中立，而不從世界強權的國家挑選代表。
經過了五週的實地考察，委員會建議應在巴勒斯坦分割出一塊具有明顯領區的分離國土，讓猶太人和阿拉伯人分別治理。這樣的「雙方治理」的提案受到聯合國議會同意，以大會181號決議的名稱在1947年11月舉行投票，共33票贊成、13票反對和10票棄權的結果通過該方案。阿拉伯國家組成阿拉伯國家聯盟以表達他們對投票結果的不滿，而巴勒斯坦的衝突在此時更加激烈，兩方人馬甚至公開使用暴虐的手段向對方報復。

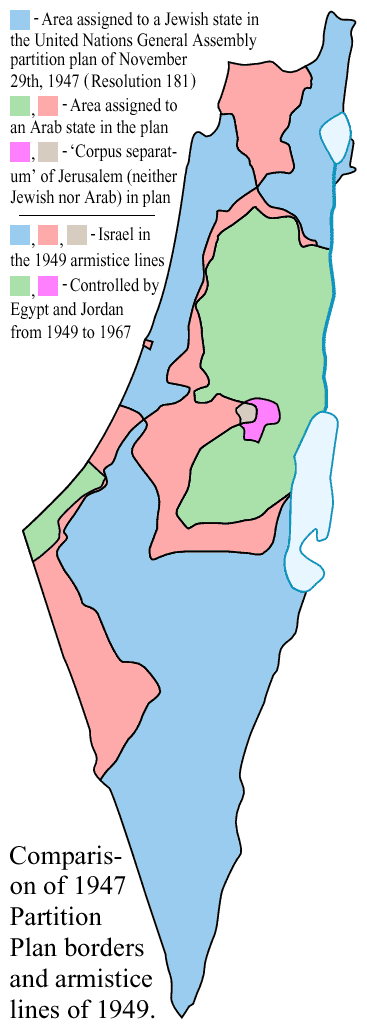
此圖旨在比較1947年聯合國大會表決的疆界和1949年的停火線，各以淡紅色及紫紅色標示。

1947年11月19日，聯合國決議通過前十天，猶太復國主義組織實施了舒巴基家族屠殺事件。在1947年11月30日，即聯合國通過巴勒斯坦分治案的第181號決議的隔天，兩輛猶太人公車在阿拉伯村莊Fajja（阿拉伯語: فجّة）附近遭到阿拉伯民兵的突擊，造成七名猶太乘客死亡，這一連串事件徹底引爆了猶太人與阿拉伯人的劇烈衝突。現今的以色列國防軍之前身－「哈迦納組織」（Haganah）不斷吸收來自海外的猶太人，且在衝突期間對阿拉伯聚落發動了一連串的軍事攻擊，攻佔了許多地理位置重要的戰略要地。該軍事行動造成了大量的阿拉伯難民，猶太武裝團體佔領了聯合國大會181號決議中原本屬於阿拉伯國的土地，或是驅逐了猶太國土地上的阿拉伯人，例如雅法、提比里亞、海法及采法特等大城市。
1948年5月14日，以色列正式宣佈獨立及擁有由聯合國劃給猶太人國家的地區的主權。次日，阿拉伯聯盟在致聯合國的信函中重申他們反對「兩國方案」，要求聯合國保護巴勒斯坦人，爾後埃及、黎巴嫩、敘利亞、約旦及伊拉克於當日發動進攻，第一次以阿戰爭隨即爆發。以色列軍在邊境地區迎擊阿拉伯軍隊，並在擊退入境的阿拉伯聯軍後將邊界擴展至原有的猶太國界線之外，因此戰後除了聯合國決議由猶太人管理的土地外，以色列還獲得了更大的領土範圍，1948年12月，以色列已佔據約旦河以西的巴勒斯坦之大部分（77%），餘下的土地按照聯合國決議理應由當地阿拉伯人建立主權國家，但由於阿拉伯聯軍的入境，剩餘的土地則分別被約旦與埃及佔領，呈現巴勒斯坦地區分別為以色列、約旦、埃及三國瓜分的局面。在戰前及戰爭期間，711,000阿拉伯人逃離新成立的猶太國而成為難民，流亡至周遭阿拉伯國家的控制區，阿拉伯各國的領袖皆在戰前向阿拉伯裔難民們保證，在阿拉伯人戰勝後他們可重返家園。戰爭持續至1949年，以色列與周圍鄰國簽訂停戰協議，停火線被稱為綠線。
以色列的首任總理戴維·本-古里安接受聯合國提議的「巴勒斯坦雙方共治」之提案，但在他寫給妻子的信中提到：
|                                             | ...一個「不完整」的猶太國度只是個開端，而我計畫要組織一支強大的軍力，利用軍隊來抵擋所有國家的擴張及侵略。 |
| ——戴維·本-古里安致寶拉（Paula）及孩子們的信 | |

### 1949年至1973年
1948年戰爭後，阿拉伯國家內的大量猶太人被驅逐離開阿拉伯國家，也有一些人是基於意識形態原因而主動離開。1948至1952年間，超過70萬猶太人移民到以色列，當中約28.5萬人來自阿拉伯國家。
1967年六日戰爭後，在十個阿拉伯國家已有超過85萬猶太人離境。葉門及敘利亞發生暴動，數百猶太人被殺；利比亞取消猶太人的公民權，而伊拉克則沒收猶太人財產，這些被迫離開的猶太人及其後佔現今以色列人口約四成。
1956年，埃及在蒂朗海峽對以色列的海上運輸實施封鎖。同年7月26日，埃及把蘇伊士運河公司收歸國有，禁止往來以色列的船隻使用該運河。以色列在1956年10月29日採取行動，在英國及法國的支援下入侵西奈半島。以色列在蘇伊士運河危機中佔領加沙地帶及西奈半島。美國及聯合國隨即施壓，促成停火協議；以色列同意撤出埃及領土，埃及則同意該地區內的自由通航及西奈半島非軍事化。聯合國緊急部隊（UNEF）成立，以監督雙方非軍事化的落實，但以色列拒絕聯合國部隊部署在境內，所以他們僅部署在埃及一方的邊境視察。
1967年5月19日，埃及驅逐聯合國緊急部隊觀察員，並調動軍隊十萬人進駐西奈半島。埃及又再一次在蒂朗海峽對以色列的海運實施封鎖，使該地區回復至1956年對以色列實施封鎖時的狀態。1967年5月30日，約旦與埃及簽訂互助防衛協定。埃及調動在西奈的部隊向以色列南部邊界開進，以色列決定先發制人，在6月5日出動空軍襲擊埃及，摧毀埃及空軍的大部分軍力，這次空襲讓以色列在六日戰爭中獲得取勝的先機。戰爭結束時，以色列攻佔了戰爭前由埃及掌控的加薩走廊、西奈半島，以及由約旦掌控的東耶路撒冷、約旦河西岸及敘利亞的戈蘭高地，此次戰爭對該區域內之地緣政治的影響仍延續至今。

### 1974年至2000年

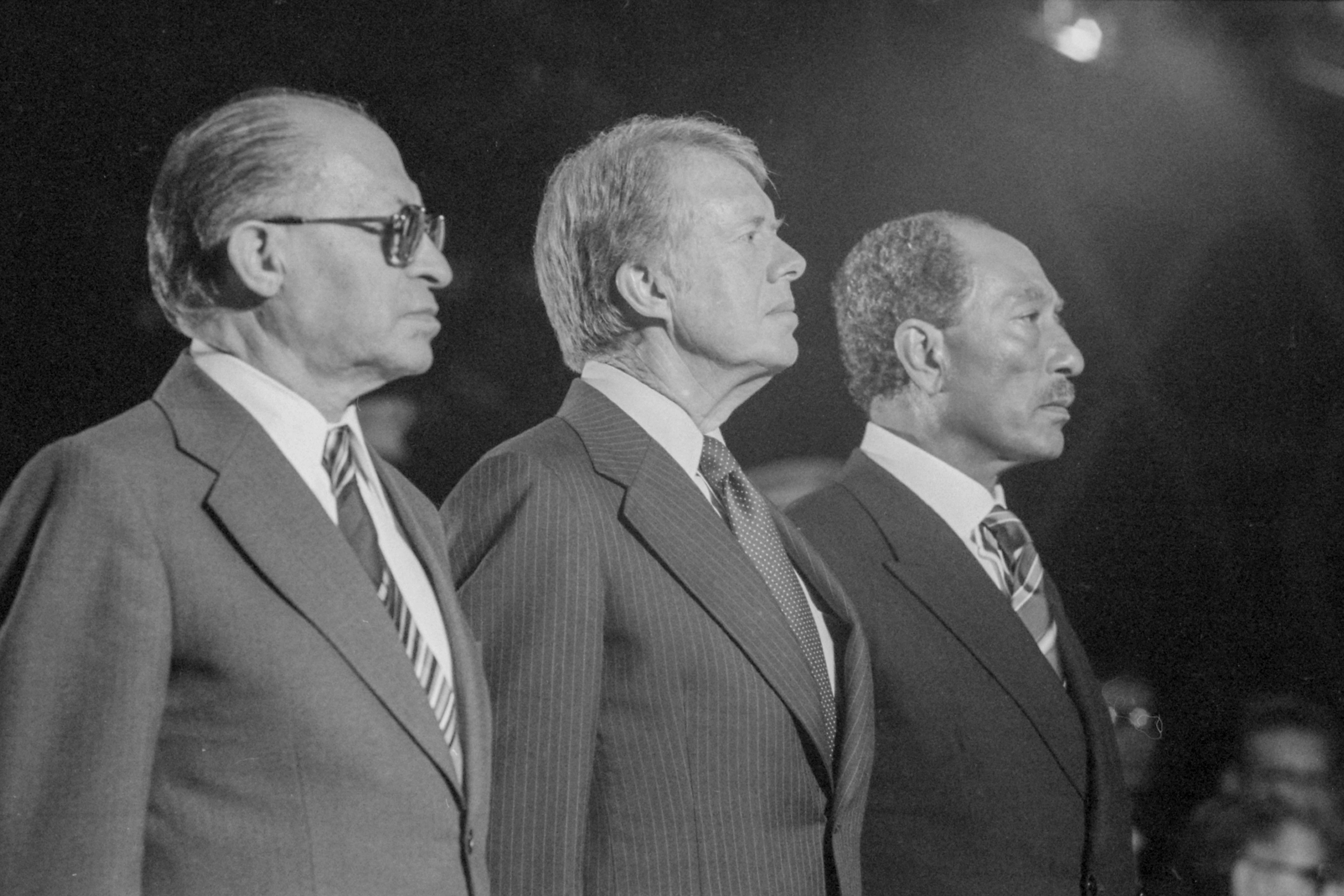
貝京、卡特和薩達特，攝於大衛營。

1974年後，因與以色列戰爭而失去領土的埃及和約旦基於自身利益，選擇和以色列進行政治談判。其後在美國調停和協助下，根據大衛營協議，以色列和埃及於1979年3月簽訂了和平條約。其中規定西奈半島要歸還給埃及，加薩走廊仍歸以色列所管，其中將包含未來的巴勒斯坦國。協議也讓以色列船艦可以自由通過蘇伊士運河並承認蒂朗海峽和亞喀巴灣為國際水道。1982年以色列正式把西奈半島歸還給埃及。
1994年10月，約旦與以色列簽署和平協議。約旦也是繼埃及之後第二個與以色列建立正常外交關係的阿拉伯國家。
巴勒斯坦國1988年成立後，亞西爾·阿拉法特決定和以色列進行和談，1993年9月13日，《奧斯陸協議》簽訂，准許巴勒斯坦在五年之內獲得约旦河西岸和加薩走廊自治。以色列總理拉賓、阿拉法特和以色列國外交部長希蒙·佩雷斯因此獲得1994年的諾貝爾和平獎。這個協定建立巴勒斯坦當局，阿拉法特為第一個首腦。1995年，拉賓被暗殺之後，和平進程停滯。

### 2000年至今
2005年敘利亞撤出在黎巴嫩的軍隊，結束對黎巴嫩三十年的軍事佔領。同年以色列也撤出加沙地帶，但哈馬斯隨即在2007年取得加沙地帶的控制權，與控制約旦河西岸的巴勒斯坦解放組織兩個政權。由於哈馬斯採取恐怖主義，因此以色列收緊加沙邊界的管制，數年後許多中東國家也跟進，加強限制人員及物資的進出。BBC報道指加沙因此變得更加貧困，失業率高企，只有基本人道物資才可以進入加沙，出口近乎停頓，經濟癱瘓。
與此同時，2006年7月，黎巴嫩真主黨戰士從黎巴嫩邊境襲擊以軍，8名以軍被殺，另有2人被俘，引發2006年以黎衝突，在黎巴嫩造成嚴重破壞。聯合國促成的停火於2006年8月14日開始生效。超過1000人在這次衝突中被殺，大多數是黎巴嫩平民，黎巴嫩的民用基建也嚴重損毀，約100萬黎巴嫩人及30萬至50萬以色列人流離失所，不過大部分人在衝突結束後能夠返回家園。
2007年9月6日，以色列摧毀了敘利亞東部一處被懷疑是核反應堆的未完成建築物。
2008年4月，敘利亞總統巴沙爾·阿薩德向一份卡塔爾報章表示敘以雙方在過去一年內就達成和約展開討論，由土耳其作中間人。以色列總理發言人在同年5月證實此消息。除了和平協議外，戈蘭高地的未來亦有被討論。
2008年8月26日，美國國務卿康多莉扎·賴斯批評以色列在西岸增建定居點會損害和平進程。
哈馬斯與以色列的6個月停火在2008年12月19日屆滿，延長停火的嘗試不成功。停火結束後，以色列攻擊一條懷疑用作襲擊以軍的隧道，數名哈馬斯成員喪生。哈馬斯恢復向以色列城鎮發射迫擊炮及火箭彈，單在12月24日就發射了超過60支火箭彈。2008年12月27日，以色列發動加沙戰爭打擊哈馬斯。人權團體及救援組織指摘以色列及哈馬斯雙方犯下戰爭罪行，呼籲進行獨立調查及重新檢討是否繼續向以色列出售武器。這次衝突在2009年1月18日結束。
2009年12月，以色列表示打算在東耶路撒冷再多建700間住宅。美國批評此舉會打擊與巴人的和談。巴方推遲與以方的談判，直至以方停止在巴人認定屬於巴勒斯坦的區域興建新的定居點。
多年的衝突造成大量平民和軍人死亡，也加深了仇恨。

#### 在敘利亞內戰期間
2017年12月9日，美國總統唐納德·特朗普宣布美國承認耶路撒冷為以色列的首都，這引發了其他世界領導人的譴責以及加沙邊境抗議。新的美國大使館於2018年5月14日在耶路撒冷開幕。

### 近期
近期以色列與其他國家簽署和平協定，包含阿聯、巴林、蘇丹和摩洛哥。同時，以色列同意中止吞併約旦河谷的計劃。

## 延伸閱讀
- Associated Press, comp. (1996).  Lightning Out of Israel: [The Six-Day War in the Middle East]:  The Arab-Israeli Conflict.  Commemorative Ed.  Western Printing and Lithographing Company for the Associated Press.   ASIN B000BGT89M.
- Bard, Mitchell (1999). Middle East Conflict.  Indianapolis: Alpha Books.  ISBN 0-02-863261-3.
- Barzilai, Gad. (1996). Wars, Internal Conflicts and Political Order: A Jewish Democracy in the Middle East. Albany: State University of New York Press. ISBN 0-7914-2944-X
- Brown, Wesley H. & Peter F. Penner (ed.): Christian Perspectives on the Israeli-Palestinian Conflict. Neufeld Verlag, Schwarzenfeld 2008. ISBN 978-3937896571.
- Carter, Jimmy (2006).  Palestine: Peace Not Apartheid.  New York: Simon and Schuster.  ISBN 0-7432-8502-6. Note: Critical analyses such as  （页面存档备份，存于） have pointed to numerous factual errors and misrepresentions in this book.
- Casper, Lionel L. (2003). Rape of Palestine and the Struggle for Jerusalem.  New York & Jerusalem: Gefen Publishing House. ISBN 965-229-297-4.
- Citron, Sabina (2006). The Indictment: The Arab-Israeli Conflict in Historical Perspective.  New York & Jerusalem: Gefen Publishing House.  ISBN 965-229-373-3.
- Cramer, Richard Ben. . New York: Simon and Schuster. 2004. ISBN 0-7432-5028-1.
- Dershowitz, Alan (2004).  The Case for Israel.  New York: John Wiley & Sons.  ISBN 0-471-67952-6.
- Falk, Avner (2004). Fratricide in the Holy Land: A Psychoanalytic View of the Arab-Israeli Conflict. Madison: U of Wisconsin P. ISBN 0-299-20250-X
- Gelvin, James L. . New York & Cambridge, Eng.: Cambridge UP. 2005. ISBN 0-521-61804-5.
- Gold, Dore. . New York: Crown Forum. 2004. ISBN 1-4000-5475-3.
- Goldenberg, Doron (2003).  State of Siege.  Gefen Publishing House.  ISBN 965-229-310-5.
- Gopin, Marc. (2002). Holy War, Holy Peace: How Religion Can Bring Peace to the Middle East.  Oxford University Press.  ISBN 019-514-650-6.
- Hamidullah, Muhammad. . Journal of Muslim Minority Affairs. January 1986, 7 (1): 9. doi:10.1080/13602008608715960.
- Howell, Mark (2007). What Did We Do to Deserve This? Palestinian Life under Occupation in the West Bank, Garnet Publishing. ISBN 1859641954
- Israeli, Raphael (2002). Dangers of a Palestinian State.  New York & Jerusalem: Gefen Publishing House. ISBN 965-229-303-2.
- Katz, Shmuel (1973). Battleground: Fact and Fantasy in Palestine.  Shapolsky Pub.  ISBN 0-933503-03-2.
- Khouri, Fred J.  3rd. Syracuse, NY: Syracuse University Press. 1985. ISBN 0-8156-2339-9.
- Lewis, Bernard. . Princeton, NJ: Princeton UP. 1984. ISBN 0-691-05419-3.
- Lesch, David. . Oxford University Press, USA. 2007. ISBN 0195172302.
- –––.  (September 1990).  "The Roots of Muslim Rage."  The Atlantic Monthly.
- Maoz, Zeev (2006).  Defending the Holy Land. Ann Arbor: University of Michigan. ISBN 0-472-11540-5
- Morris, Benny. . New York: Knopf. 1999. ISBN 0-679-42120-3.
- Rogan, Eugene L., ed., and Avi Shlaim, ed.  The War for Palestine: Rewriting the History of 1948.  Cambridge: Cambridge UP, 2001.
- Segev, Tom (1999).  One Palestine Complete: Jews and Arabs Under British Mandate.  New York: Henry Holt & Co.  ISBN 0-8050-6587-3.

## 外部連結

### 政府及官方資源
- Israel's Ministry of Foreign Affairs （页面存档备份，存于）
  - Victims of Palestinian Violence and Terrorism since September 2000 （页面存档备份，存于）
- League of Arab States （页面存档备份，存于）
- Palestinian Authority Ministry of Foreign Affairs （页面存档备份，存于）
- US State Department Mideast Peace information
- United Nations on the Question of Palestine （页面存档备份，存于）, and *Israel's UN mission's responses
- Arab-Israeli Conflict from UCB Libraries GovPubs

### 地區媒體
以色列
- Israel News - Yedioth Aharonoth （页面存档备份，存于） Israel's largest newspaper, centrist (Hebrew) （页面存档备份，存于）
- IsraelInsider Israel's Daily Online News Magazine (see also Israelinsider)
- Jerusalem Post （页面存档备份，存于）, Israel's oldest English newspaper, conservative
- Ha'aretz （页面存档备份，存于） Israeli newspaper, liberal
- Jerusalem Newswire （页面存档备份，存于） Christian-run Jerusalem-based news website, conservative

阿拉伯
- Lebanon Daily Star （页面存档备份，存于）, largest English-circulation newspaper in the Arab world
- Al Jazeera （页面存档备份，存于）, pan-Arab news station (see also Al Jazeera)
- Al Ahram （页面存档备份，存于）, Egypt's largest newspaper (see also Al Ahram)
- Palestine Chronicle （页面存档备份，存于）, weekly electronic paper

### 分析
- Jerusalem Center for Public Affairs （页面存档备份，存于）
- Jaffee Center for Strategic Studies at Tel Aviv University, influential centrist Israeli think tank specializing in military and strategic analysis
- Palestinian Academic Society for the Study of International Affairs (PASSIA), Palestinian research organization
- Israel/Palestine Center for Research and Information （页面存档备份，存于） Joint Israeli-Palestinian think tank
- Middle East Research and Information Project （页面存档备份，存于） (see also Middle East Research and Information Project)
- Saban Center for Middle East Policy (see also Saban Center for Middle East Policy)
- Washington Institute for Near East Policy （页面存档备份，存于） (see also Washington Institute for Near East Policy)
- Original analysis of current developments in the peace-process, from Middle East Media Research Institute
- The Ariel Center for Policy Research （页面存档备份，存于）
- A Regional Perspective on the Arab-Israeli Conflict by Jay Shapiro （页面存档备份，存于）
- Obama and the Palestinian Question by Alvaro de Vasconcelos, Opinion, June 2009 European Union Institute for Security Studies

### 和平方案
See main article: List of Middle East peace proposals
- An historical summary of Middle East Peace Plans and Proposals （页面存档备份，存于）

### 地圖
- MideastWeb Middle East Map Collection （页面存档备份，存于）
- FactsOfIsrael.com Maps, history, statistics, victims
- University of Texas Map Collection （页面存档备份，存于）

### 綜合資源
- Crisis Guide: The Israeli-Palestinian Conflict from the Council on Foreign Relations （页面存档备份，存于）
- Resources >Modern Period>20th Cent.>History of Israel>State of Israel The Jewish History Resource Center, Project of the Dinur Center for Research in Jewish History, The Hebrew University of Jerusalem
- Daily digest of commentary about the Arab-Israeli conflict from around the world （页面存档备份，存于）
- Israel and the Palestinians （页面存档备份，存于）
- Encarta Encyclopedia on the Arab-Israeli Conflict( （页面存档备份，存于） 2009-10-31)
- Guide to the Arab-Israeli Conflict （页面存档备份，存于）, includes links to historical sources, as well as sources representing the Arab and Israeli sides of the conflict.
- The Guardian (UK) A Brief History of Arab-Israeli Conflict （页面存档备份，存于） (flash)
- Mideast: Land of Conflict （页面存档备份，存于） from CNN
- 中的“Israel-Palestine Conflict”
- University of Texas Center for Mideast Studies extensive collection of updated links
- Diplomacy Monitor - Middle East （页面存档备份，存于）
- Information (articles, reports, maps, books, links, ...) on the israeli palestinian conflict (middle east conflict) （页面存档备份，存于）
- Holy Land, Unholy War Independent coverage of the Middle East conflicts by the news agency Inter Press Service
- "A Brief History of the Arab-Israeli Conflict" by Jeremy Pressman

1. ↑  除少内部较少的激进派系没有解除武装外，如人阵、民阵等